# Антарес
Антарес или α Шкорпије (лат. α Scorpii, α Sco) је најсјајнија звезда сазвежђа Шкорпија. Од Сунца је удаљена око 604 светлосне године (паралакса 0,005”). Антарес је црвени суперџин, пречника 400 пута већег од пречника Сунца и више од 10.000 пута луминознији од Сунца. Спектрална класа Антареса је M1 Ib, а апсолутна магнитуда -5,3. Привидна магнитуда износи 1,06, са осцилацијама између 0,9 и 1,2.
Антарес је двојна звезда, чији је пратилац магнитуде 5,3, спектралне класе B2.5V и периода револуције између 900 и 1000 година.
Име Антарес значи „ривал Марса“, јер бојом и сјајем подсећа на изглед Марса. Представља срце шкорпије.
У филму Меланхолија Ларса фон Трира Антарес је приказан у уводним сценама филма, а касније главна јунакиња види окултацију Антареса фиктивном планетом Меланхолијом.

## Номенклатура
α Шкорпија (латинизирано у Alpha Scorpii) је Бајерова ознака звезде. Антарес има Фламстид ознаку 21 Scorpii, као и каталошке ознаке као што су HR 6134 у Светлозвезданом каталогу и HD 148478 у Хенри Драперовом каталогу. Као истакнути инфрацрвени извор, појављује се у каталогу Двомикронског свезвезданог прегледа као 2MASS J16292443-2625549 и у Инфрацрвеном астрономском сателитском (IRAS) каталогу Атласа небеског прегледа као IRAS 16262–2619. Такође је каталогизован као двострука звезда WDS J16294-2626 и CCDM J16294-2626. Антарес је променљива звезда и наведен је у Општем каталогу променљивих звезда, али као звезда коју је Бајер одредио нема посебну ознаку променљиве звезде.
Његово традиционално име Антарес потиче од старогрчког Ἀντάρης, што значи „супарник Аресу“ („противник Марсу“), због сличности његове црвенкасте нијансе са изгледом планете Марс. Поређење Антареса са Марсом можда је настало од раних месопотамских астронома што се сматра застарелом спекулацијом, јер је име ове звезде у месопотамској астрономији одувек било „срце Шкорпиона“ и повезивало се са богињом Лиси(н). Неки научници спекулишу да је звезда можда добила име по Антару, или Антарах ибн Шададу, арапском ратнику-хероју који се слави у предисламским песмама Муалакат. Међутим, назив „Антарес“ је већ доказан у грчкој култури, нпр. у Птоломејевом Алмагесту и Тетрабиблосу. У 2016. години, Међународна астрономска унија организовала је Радну групу за имена звезда (WGSN) за каталогизацију и стандардизацију сопствених имена за звезде. Први билтен WGSN-а из јула 2016. укључивао је табелу прве две групе имена која је одобрила WGSN, који је укључивао Антарес за звезду α Шкорпион А. Сада је тако унета у IAU Каталог имена звезда.

## Историја
Варијације радијалних брзина примећене су у спектру Антареса почетком 20. века и било је покушаја да се изведу спектроскопске орбите. Постало је очигледно да мале варијације не могу бити последица орбиталног кретања, већ су заправо узроковане пулсирањем атмосфере звезде. Још 1928. је израчунато да величина звезде мора да варира за око 20%.
Јохан Тобајас Бирг је први пријавио да Антарес има звезду пратиоца током окултације 13. априла 1819. иако то није било широко прихваћено и одбачено као могући атмосферски ефекат. Затим га је посматрао шкотски астроном Џејмс Вилијам Грант FRSE док је био у Индији 23. јула 1844. године. Поново га је открио Ормсби М. Мичел 1846, а измерио га је Вилијам Ратер Доз у априлу 1847. године.